# Jerry Nelson (Astronom)
Jerry Earl Nelson (* 15. Januar 1944 in Los Angeles County, Kalifornien; † 10. Juni 2017 in Santa Cruz, Kalifornien) war ein US-amerikanischer Astronom. Er war ein Pionier der Technik, Spiegel von Großteleskopen aus einzelnen Segmenten aufzubauen, und war entscheidend an Entwurf und Bau der Keck-Teleskope beteiligt.

## Leben
Jerry Nelson erlangte den B.S. in Physik 1965 am California Institute of Technology und den Ph.D. in Teilchenphysik 1971 an der University of California, Berkeley und war lange am Lawrence Berkeley National Laboratory tätig. Seit 1994 war er Professor an der University of California, Santa Cruz. Von 1999 bis 2004 leitete er als Gründungsdirektor das dortige Zentrum für adaptive Optik. Er war leitender Wissenschaftler des Thirty-Meter-Telescope-Projekts.
Seit 1977 war er am Entwurf eines Teleskops mit 10 m Hauptspiegeldurchmesser beteiligt, doppelt so viel wie bei den damals größten Teleskopen Hale-Teleskop und BTA. Das frühere Konzept, Hauptspiegel als bei jeder Teleskoplage in sich formstabile Einzelspiegel zu entwerfen, hatte seine Grenze erreicht und hätte bei wesentlich größeren Spiegeln zu einem unrealistisch schweren und teuren Teleskop geführt. Nelsons radikaler Vorschlag war, den Spiegel in leichte sechseckige Einzelsegmente aufzuteilen. In der Folge lösten Nelson und Mitarbeiter die Schwierigkeiten bei der Herstellung der Segmente in der jeweils korrekten Form und bei der hochgenauen Regelung der Ausrichtung der Segmente während des Teleskopbetriebs.
1993 ging das erste der Keck-Teleskope in Betrieb und demonstrierte den praktischen Erfolg dieses neuen Konzepts. Heute ist es Grundlage für die Planung noch größerer Teleskope wie das European Extremely Large Telescope oder das Thirty Meter Telescope.

## Auszeichnungen
- 1995 Dannie-Heineman-Preis für Astrophysik
- 1996 Joseph Fraunhofer Award und Robert M. Burley Prize der Optical Society of America
- 1996 Mitglied der National Academy of Sciences
- 1998 Prix Andre Lallemand der französischen Akademie der Wissenschaften
- 2010 Kavli-Preis
- 2012 Benjamin Franklin Medal (Franklin Institute)
- Auswärtiges Mitglied der Norwegischen Akademie der Wissenschaften